# 1936년 동계 올림픽 스피드스케이팅
1936년 동계 올림픽의 스피드 스케이팅은 1936년 2월 11일부터 2월 14일까지 독일 가르미슈파르텐키르헨에서 열렸다.

## 참가 국가
16개 국가로부터 온 52명의 선수들이 경기에 참가하였다.
| - 네덜란드 (5명) - 노르웨이 (7명) - 독일 (2명) - 라트비아 (3명) - 미국 (5명) - 벨기에 (2명) |  | - 스웨덴 (1명) - 에스토니아 (1명) - 오스트레일리아 (1명) - 오스트리아 (8명) - 일본 (7명, 한국 출신 3명 포함) |  | - 체코슬로바키아 (2명) - 캐나다 (1명) - 폴란드 (1명) - 핀란드 (5명) - 헝가리 (1명) |

## 메달 집계

### 최종 순위
| 순위 | 국가       | 금메달 | 은메달 | 동메달 | 합계 |
| ---- | ---------- | ------ | ------ | ------ | ---- |
| 1    | 노르웨이   | 4      | 2      | 0      | 6    |
| 2    | 핀란드     | 0      | 2      | 2      | 4    |
| 3    | 캐나다     | 0      | 0      | 1      | 1    |
| 3    | 오스트리아 | 0      | 0      | 1      | 1    |

### 메달리스트
| 종목               | 금                       | 은                           | 동                           |
| ------------------ | ------------------------ | ---------------------------- | ---------------------------- |
| 남자 500m 자세히   | 이바르 발랑루 · 노르웨이 | 게오르그 크로그 · 노르웨이   | 레오 프레이징어 · 미국       |
| 남자 1500m 자세히  | 찰스 매티에센 · 노르웨이 | 이바르 발랑루 · 노르웨이     | 비르이르 바세니우스 · 핀란드 |
| 남자 5000m 자세히  | 이바르 발랑루 · 노르웨이 | 비르이르 바세니우스 · 핀란드 | 안테로 오얄라 · 핀란드       |
| 남자 10000m 자세히 | 이바르 발랑루 · 노르웨이 | 비르이르 바세니우스 · 핀란드 | 막스 스티플 · 오스트리아     |

## 참조
- (영어) IOC 데이터베이스
- (폴란드어) Wudarski, Pawel (1999). “Wyniki Igrzysk Olimpijskich”. 2008년 10월 14일에 원본 문서에서 보존된 문서. 2008년 5월 16일에 확인함.